# Пальванова, Биби Пальвановна
Биби Пальвановна Пальванова — советская туркменская деятельница науки и образования, доктор исторических наук, профессор, академик АН Туркменской ССР.

## Биография
Родилась в 1921 году в геоктепинском ауле Изгант. Член КПСС.
В 1959—1964 гг. — председатель Туркменского республиканского общества дружбы и культурной связи с зарубежными странами.
В 1964—1967 гг. — ректор Туркменского государственного университета им. А. М. Горького.
В 1967—1979 гг. — министр народного образования Туркменской ССР.
В 1979—1991 гг. — заведующая кафедрой истории КПСС и научного коммунизма Туркменского государственного университета им. А. М. Горького.
Избиралась депутатом Верховного Совета Туркменской ССР 7-9-го созывов.
Жила в Ашхабаде.

## Награды
- Орден Октябрьской Революции (1976)
- Орден Трудового Красного Знамени (1971)
- Орден Знак Почёта (1960)
- Медаль «За трудовую доблесть» (1965)